# Recrutamento preditivo
Um Recrutamento Preditivo (ou avaliação pré-emprego ) é um modelo onde testes ou questionários são respondidos por candidatos como parte do processo de solicitação de emprego com o objetivo de especialistas determinarem quais candidatos são os mais qualificados para um trabalho específico, com base em seus pontos fortes e preferências, antes mesmo deles serem entrevistados. Os empregadores geralmente usam os resultados para determinar quão bem os pontos fortes e as preferências de cada candidato correspondem aos requisitos do trabalho.
1. ↑  «Questions and Answers to Clarify and Provide a Common Interpretation of the Uniform Guidelines on Employee Selection Procedures | U.S. Equal Employment Opportunity Commission». www.eeoc.gov. Consultado em 3 de agosto de 2020